# Komunistická strana Čech a Moravy
Komunistická strana Čech a Moravy (zkratka KSČM) je česká levicová až krajně levicová komunistická politická strana. Na evropské půdě je také pozorovatelkou ve Straně evropské levice. Po tři dekády, od voleb do České národní rady v roce 1992 do voleb do Poslanecké sněmovny v roce 2021, měla nepřetržité zastoupení v ČNR, resp. v Poslanecké sněmovně.
Vznikla na jaře 1990 jako územní organizace Komunistické strany Československa, na podzim 1990 se stala samostatnou politickou stranou. Do roku 1992 byla součástí česko-slovenské federace se Stranou demokratickej ľavice.

## Symbolika strany
Logem a volebním znakem KSČM je akronym názvu strany s rudou hvězdou. 
Logo dlouho mělo ještě dvě červené třešně se zeleným lístkem. Symbolika třešní má svůj původ ve francouzském lidovém povstání proti Thiersově měšťácké vládě po prohrané francouzsko-pruské válce. Povstalci vyhlásili za zpěvu Marseillaisy 28. března 1871 Pařížskou komunu a vytrvali v odporu proti Thiersově vládě až do 28. května 1871. Poslední bojovníci Pařížské komuny zahynuli toho dne v boji na pařížském hřbitově Père Lachaise, na výšině, kde se dnes nachází Zeď komunardů. Je zde i hrob Jeana Baptisty Clémenta, autora poémy Čas třešní (francouzsky Le Temps des Cerises), kterou básník věnoval své lásce Luise, ošetřovatelce raněných na barikádě v ulici Fontaine-Au-Roi. Třešně v logu přestala KSČM využívat na jaře 2022.

## Historie

### Komunistická strana Československa

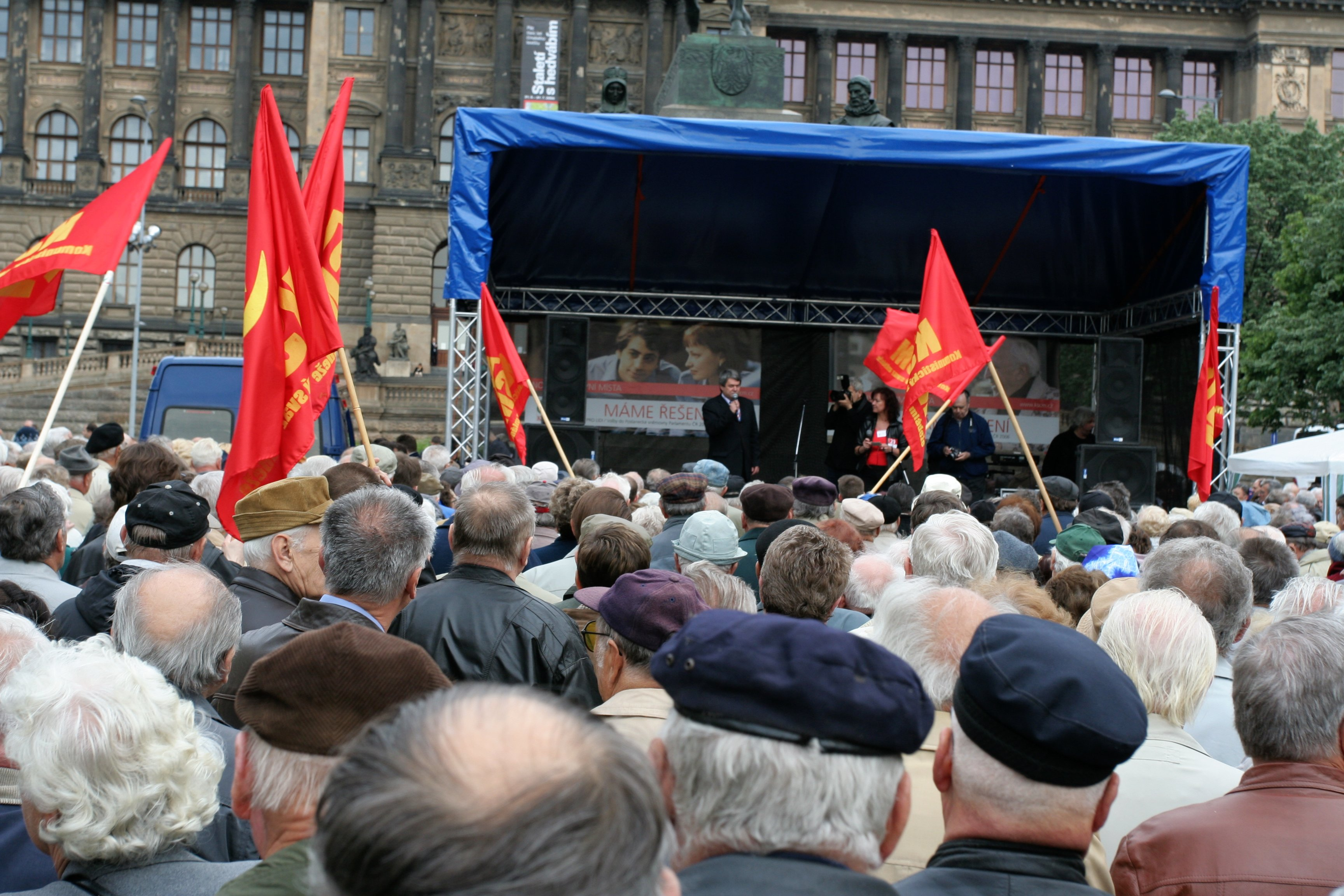
Mítink KSČM na Václavském náměstí před parlamentními volbami, 1. června 2006

Komunistická strana Československa vznikla v květnu 1921 v důsledku ideologického konfliktu uvnitř Československé sociální demokracie a odštěpení její větší části. Ve 2. polovině 30. let provedl Klement Gottwald v politice KSČ řadu změn podle změn zahraniční politiky Sovětského svazu, konkrétně politiky lidové fronty a obrany proti fašismu určené na VII. kongresu Kominterny v létě roku 1935; v září a říjnu roku 1938 patřil k hlavním představitelům opozice proti přijetí Mnichovského diktátu. Po druhé světové válce KSČ zvítězila ve volbách 1946, přesněji v českých zemích, kde získala 40 % hlasů, v celostátním měřítku pak komunisté získali 38 % hlasů. Převzít moc se KSČ podařilo 25. února 1948 (tzv. Vítězný únor). Po smrti Josifa Stalina (1953) došlo k obecně výraznému zmírnění třídního boje i vnitrostranického konkurenčního boje. Reforma KSČ začala v první polovině 60. let a vyvrcholila za pražského jara 1968; obrodný proces byl ukončen invazí vojsk Varšavské smlouvy 21. srpna 1968. Roku 1969 bylo reformistické vedení nahrazeno centristy v čele s Gustávem Husákem, kteří pod vlivem neostalinských ideologů, jako byl Vasil Biľak, posílili dogmatickou orientaci v duchu umírněnějšího stalinismu. V průběhu stranických čistek na počátku 70. let pak byla velká část členů vyloučena či vyškrtnuta ze strany.

### Vznik a počátky KSČM (1989–1992)
Vyřešení problematiky asymetrie KSČ, kdy sice jako její územní organizace existovala Komunistická strana Slovenska (KSS), avšak žádná obdobná nebyla zřízena pro české země, bylo jedním z požadavků pražského jara v roce 1968, kdy se uskutečnila federalizace Československa. Žádné kroky v tomto směru však podniknuty dlouho nebyly. Teprve v roce 1989, ještě před sametovou revolucí, se tato otázka ve vedení KSČ objevila.
Proces symetrické federalizace strany byl zahájen na mimořádném sjezdu KSČ v prosinci 1989 v průběhu sametové revoluce. Vznik územní organizace KSČ pro Česko v podobě Komunistické strany Čech a Moravy (KSČM) je datován 31. března 1990, kdy v Praze proběhl její ustavující sjezd. Prvním předsedou KSČM byl zvolen Jiří Machalík. V červnových volbách do České národní rady, Sněmovny lidu Federálního shromáždění a Sněmovny národů Federálního shromáždění v roce 1990 skončila KSČ v českých zemích s velkým odstupem po Občanském fóru druhým nejsilnějším politickým subjektem. Získala v nich přes 13 % hlasů (téměř milion hlasů).
V říjnu 1990 se konal první řádný sjezd KSČM, kde strana přijala svůj politický program a kde byl zvolen její druhý předseda, Jiří Svoboda. V té době působilo v Československu vedle KSČM dalších 16 levicových subjektů (mj. Česká strana sociálně demokratická, Levá alternativa, Československá strana socialistická, Klub sociálních demokratů Občanského fóra).
Poslední sjezd Komunistické strany Československa, konaný v listopadu 1990, prohlásil KSČS za federaci dvou samostatných politických subjektů, vůči nimž neměla KSČS pravomoci nadřízeného orgánu. Po sjezdu tedy 28. listopadu 1990 vznikla KSČM jakožto samostatná strana a právní subjekt. Komunistická strana Slovenska se na přelomu let 1990 a 1991 transformovala na Stranu demokratickej ľavice (SDĽ). V srpnu 1991 opustila federální KSČS svůj původní název a schválila nový – Federace Komunistické strany Čech a Moravy a Strany demokratické levice (Federace KSČM a SDL). V září 1991 se poslanecký klub KSČS ve Federálním shromáždění rozdělil na dvě části. SDĽ se v prosinci 1991 rozhodla kvůli ideovým rozdílům opustit federaci s KSČM, která zanikla v dubnu 1992. Majetek a závazky federace (bývalé KSČ) přešly na její právní nástupce, Komunistickou stranu Čech a Moravy a Stranu demokratickej ľavice.
Ve volbách na Slovensku v červnu roku 1992 již SDĽ získala ve všech třech volbách nad 14 % hlasů a stala se tam tak druhou nejsilnější stranou po HZDS; do stejných voleb v roce 1992 nastoupila KSČM jako součást Levého bloku spolu s Demokratickou levicí a společně získali v českých zemích taktéž více než 14 % voličských hlasů jako druhé nejsilnější politické seskupení po ODS. Druhý sjezd KSČM se konal v Kladně 12. – 13. prosince 1992 a snažil se výrazně vyjádřit komunistickou orientaci strany v nových podmínkách.
KSČM se v době ČSFR nacházela v opozičních lavicích. Silně kritizovala privatizace, návrat ke kapitalismu a „rozbíjení“ Československa.

### KSČM (1993–1997)

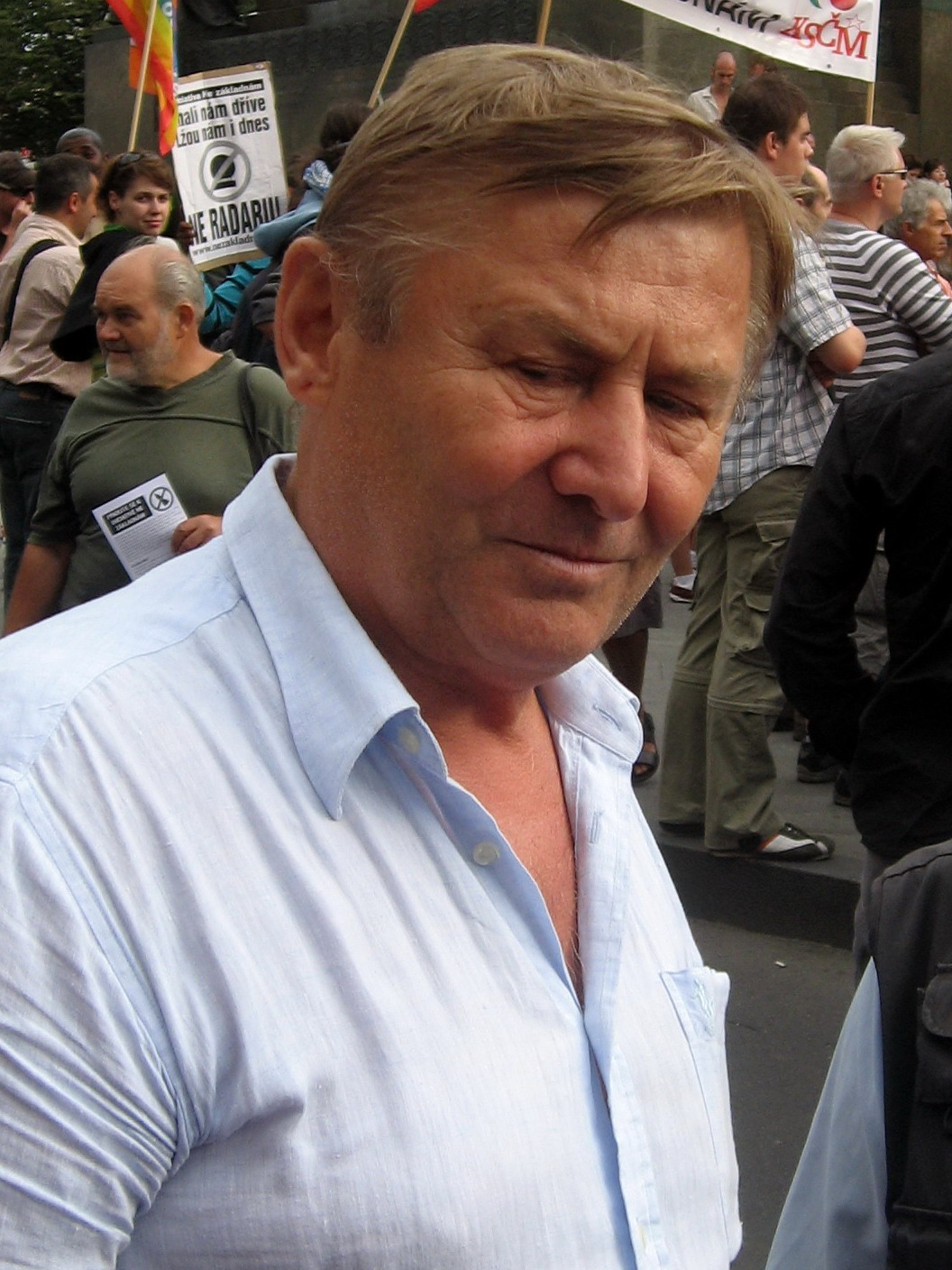
Miroslav Grebeníček, předseda strany od roku 1993 do roku 2005

Na III. sjezdu KSČM v Prostějově byl 26. června 1993 zvolen předsedou Miroslav Grebeníček. Sjezd také, na základě referenda z roku 1992, rozhodl o zachování názvu a přihlásil se ke kladenskému programu z II. sjezdu. Od KSČM se postupně oddělily menší skupiny, které nebyly s výsledky sjezdu spokojeny a založily vlastní strany; tak vznikla česká Strana demokratické levice (SDL), Strana československých komunistů (SČK) apod.
Během prezidentských voleb ČR 26. ledna 1993 podpořila kandidátku Levého bloku Marii Stiborovou. KSČM v té době obecně trvala na přímé volbě prezidenta a jednokomorovém parlamentu. Levý blok, koalice KSČM a SDL pro volby v roce 1992, oficiálně zanikl 31. května 1994 a KSČM si musela založit vlastní poslanecký klub.
Na IV. sjezdu KSČM v Liberci 2. prosince 1995 se strana stabilizovala. Miroslav Grebeníček, však nedokázal zastavit prudký úbytek členské základny. Zatímco v roce 1993 měla strana přes 310 000 členů, roku 1997 jich měla necelých 155 tisíc. Za čtyři roky tedy opustilo stranu více než 50 % členů.
Ve volbách do poslanecké sněmovny v roce 1996 skončila KSČM na třetím místě s pouhými 10 %. Od začátku stejného roku se KSČM stavěla k připravovanému vstupu ČR do EU spíše negativně a od roku 1997 k připravovanému vstupu ČR do NATO zcela kriticky.
V dubnu 1997 se údajně hlasovalo o začlenění  poslance Jozefa Wagnera do KSČM, což Wagner vždy odmítal a požadoval za to omluvu a odškodnění 20 tisíc Kč od Miloše Zemana, který s tímto tvrzením přišel.

### Růst KSČM (1998–1999)
V lednu 1998 postavila KSČM proti Václavu Havlovi neúspěšně svého kandidáta Stanislava Fischera, kterého taktéž neúspěšně v roce 1999 nominovala do doplňovacích senátních voleb za obvod č. 27. V červnových volbách do poslanecké sněmovny mírně posílila.
Když v roce 1998 hrozil Iráku pod vedením Saddáma Husajna útok ze strany západních mocností za odmítání spolupracovat s inspektory Zvláštní komise OSN, předseda strany Miroslav Grebeníček vyjádřil stanovisko: „Životy Iráčanů jsou ohroženy jen proto, že americký prezident Bill Clinton chce zastínit nebo dokonce odsunout své odvolání v souvislosti se sexuální aférou se stážistkou Bílého domu Monikou Lewinskou.“
Když v roce 1999 Václav Havel připustil, že by mohl odstoupit, výzkum IVVM zjistil, že většina sympatizantů KSČM by s jeho rezignací souhlasila. V lednu 1999 se Daniel Herman v narážce, že se v komisi pro otázky církví objevil za stát poslanec za KSČM Dalibor Matulka, vyjádřil, že komunistická strana je zločineckou organizací, která církve jen pronásledovala a škodila jim. Z tohoto důvodu si přál, aby Matulka nebyl členem této komise.
Do poslední chvíle poslanci KSČM požadovali snížit výdaje na obranu s cílem zabránit vstupu ČR do NATO. 1. února 1999 ještě před vstupem do NATO Miroslav Grebeníček ujistil novináře, že KSČM využije své styky s komunistickými stranami v členských zemích aliance ke koordinaci „antinatovské“ politiky. Grebeníček také vychvaloval Zjuganovu Komunistickou stranu Ruska, která byla tou dobou nejsilnější stranou v Dumě a u které se účastnil jejího sjezdu. Tyto postoje vyvolaly u politiků obavy. Petr Nečas, tehdejší předseda bezpečnostního výboru sněmovny a stínový ministr obrany, řekl: „Chtějí postupně demontovat či rozložit Severoatlantickou alianci zevnitř, …“. Miloš Titz uvažoval o stanovení, kdo bude mít z poslanců k informacím z Bruselu přístup.
Poslanci KSČM v únoru 1999 hlasovali pro zamítnutí novely zákona o mimosoudních rehabilitacích, jež by řešila navrácení majetku lidem, kteří neměli české občanství a trvalý pobyt, ale kterým byl v letech 1948–1990 majetek státem zkonfiskován.
Podle agentury Sofres-Factum v průzkumu z roku 1999 uvedlo 73,9 % příznivců KSČM, že Havel pracuje hůře, než v předchozím roce, čímž se KSČM stala nejkritičtější k tehdejšímu prezidentovi. Průzkum přiznal, že příznivci KSČM jsou dlouhodobě výrazně přesvědčeni, že by Havel měl odstoupit.
Poslední volební období (1998–2002) bylo mj. i pro komunistického poslance Dalibora Matulku, známého z obhajování politiky své strany, brojení proti navracení církevního majetku a díky ohnivému vystupování například i proti snaze některých zákonodárců odškodnit vězně komunistických lágrů z 50. let. Vláda Miloše Zemana navzdory obvinění církví za nedodržení slova, že v komisi budou jen osoby přijatelné pro obě strany, však nebyla ochotna změnit složení, a tak se v komisi pro otázky církví objevil i Matulka, což do jisté míry rozhněvalo i kardinála Miloslava Vlka.
V březnu 1999 poslanci KSČM souhlasili s vládní zprávou o stavu společnosti, podle které se Česká republika nacházela přibližně tam, kde byla v roce 1990. Zprávě se postavil například předseda poslanců Občanské demokratické strany Vlastimil Tlustý, který řekl: „Zprávu považujeme za matení naší nedávné minulosti.“
6. března 1999 na rozdíl od ostatních parlamentních stran KSČM nevyslala své zástupce na schůzku v Lánech s tehdejším prezidentem; projednávala se především budoucnost ČR v různých faktorech.
12. března 1999 během vstupu ČR do NATO mladí komunisté v Praze rozvinuli plakáty a rozdávali letáky s „antinatovskou“ tematikou. Při symbolickém začlenění ČR do NATO na konci oslavy pískali na píšťalky. V Ostravě-Porubě jeden účastník komunistické demonstrace proti vstupu ČR do aliance spálil výkres s nápisem NATO.
V průzkumu z 15. března roku 1999 agentura Sofres-Factum zjistila, že voliči KSČM řadí Klementa Gottwalda za zřetelně kladnou postavu v české historii.
V březnu 1999 během návštěvy Jan Kasal (KDU-ČSL) ujistil chilského prezidenta, že je jeho strana výslovně nekomunistická a nikdy nepůjde do takové koalice, která by musela spoléhat na podporu komunistů. U ČSSD naopak někteří členové jako Ivan Havlíček uvažovali o zrušení bohumínského usnesení, zakazující vládní spolupráci s extremistickými stranami, pro možnou budoucí spolupráci s KSČM.
27. března 1999 se v Praze sešli poslanci, senátoři a členové ÚV KSČM s jejich sympatizanty na demonstraci, která čítala 500 až 2 000 lidí. Požadovali zastavení leteckých úderů na Jugoslávii, zrušení NATO a odstoupení prezidenta Václava Havla. Následně se demonstrace přesunula z Václavského náměstí před americkou ambasádu, na kterou komunisté házeli vajíčka, přičemž rozbili jednu okenní tabulku.
3. dubna 1999 se Vojtěch Filip pokusil prosadit debatu o balkánské krizi. Jako záminku si vzal tvrzení, že v zemi byl spatřen vlak s britskými vojáky i s armádní technikou, k čemuž může dát souhlas pouze parlament. Ministr obrany Vladimír Vetchý (ČSSD) mu odpověděl, že vlak i s vojáky patřil filmařům.
11. dubna 1999 na 29. sjezdu ČSSD Miloš Zeman vyloučil koalici s KSČM, jelikož se neomluvila za porušování svobody a lidských práv v letech 1948–1989, čímž ho sjezd odměnil potleskem. O tom, že se KSČM nerozešla se stalinismem, přesvědčil Zemana i Zdeněk Klanica, který řekl, že základní rozdíl mezi komunistickými a sociálnědemokratickými stranami je rozdílem mezi diktaturou a demokracií. Předseda sociální demokracie řekl, že pokud KSČM nepřizná zločiny za dobu svého čtyřicetiletého režimu a nezreformuje se, nemůže být nikdy pro ČSSD koaličním partnerem. KSČM se pochopitelně ani v prosinci téhož roku na svém V. sjezdu nijak zvlášť nereformovala. Na sjezdu brala za nepřijatelné změnu názvu a přikročila k zaměření na sociálně slabší vrstvy.
Druhá skupina pro otázky církvím byla na protest církvím již bez zástupce KSČM.
Podle sociologa Jaroslava Sýkory sympatizovalo s KSČM v dubnu 1999 jen malé množství vojáků. Ve volbách do poslanecké sněmovny přitom KSČM volilo roku 1996 18 % a v roce 1998 8 % vojáků. Nová generace vojáků se podle sociologů a analytiků těšila vysoké společenské prestiže a smysluplnosti práce, kterou předchozí režim nedokázal naplnit. Jiří Kareš, velitel roje elitních stíhačů, vzpomíná: „Při střelbách v bývalém Sovětském svazu jsme si v některých jeho částech chvílemi připadali jako ve středověku.“ Sociolog Libor Konvička ze Střediska empirických výzkumů (STEM) shledal značku NATO vůči Varšavské smlouvě kladně, jelikož dle něj důstojníci ČSLA, kteří chtěli sloužit národu, sklízeli jen rozladění a těžkou depresi. Obranu socialistické vlasti, kterou navíc okupovala sovětská vojska, chápali většinou jako frašku.
Podle průzkumu STEM KSČM tradičně oslovuje důchodce a voliče se špatnou životní úrovní, ale i lidi se základním vzděláním. Naději v ní upírali také dělníci, lidé s nízkými příjmy a lidé, žijící na severu Moravy a v severních Čechách.
21. dubna 1999 poslanci KSČM spolu s pár sociálními demokraty neúspěšně hlasovali proti poskytnutí českých letišť silám NATO.
Podle průzkumu IVVM z května 1999 mají sympatizanti KSČM lepší vztah k Rusku a Číně než k Německu, Rakousku nebo Spojeným státům.
V květnu 1999 Miroslav Grebeníček nesouhlasil se zprávou o stavu země. Byla podle něj neobjektivní a chyběla v ní potřebná stanoviska, která by popisovala krizovou situaci, která dle Grebeníčka trvala od listopadu 1989.
Poslanci KSČM v květnu 1999 hlasovali proti novele zákona o střelných zbraních. KSČM také vedla polemiky k osobnostem, které by poslanecká sněmovna doporučila prezidentovi k udělení nebo propůjčení na státní vyznamenání. Sporem jednotlivých osobností byla jejich prokomunistická minulost.
5. června 1999 se někteří příznivci KSČM sešli na osmitisícové demonstraci pořádané anarchistickou Street Party '99, při které bylo zraněno 9 policistů (3 vážně a 6 lehce). Demonstrace, ve které v Praze zasahovalo na 1 tisíc policistů, se také proměnila na útok na americkou ambasádu, které protestující rozbili mnoho oken pomocí lahví a kamenů. Policie zadržela 67 lidí.
Průzkum IVVM z června 1999 tvrdil, že by komunisty volilo 17 % lidí, čímž by se stali těsně za ČSSD třetí nejpopulárnější stranou.
V červnu 1999 neúspěšně navrhovali poslanci KSČM poslat místo průzkumné roty protichemickou jednotku, která by měla odstraňovat ekologické škody "agrese NATO".
V Českých Budějovicích se 16. června 1999 před opakovanými volbami, způsobených odstoupením ODS, aby nebyli jejich zástupci v radě s ČSSD a komunisty, vyjádřil i Miroslav Grebeníček na předvolebním mítinku se slovy „My nebudeme pletichařit“ k davu složenému spíše z důchodců.

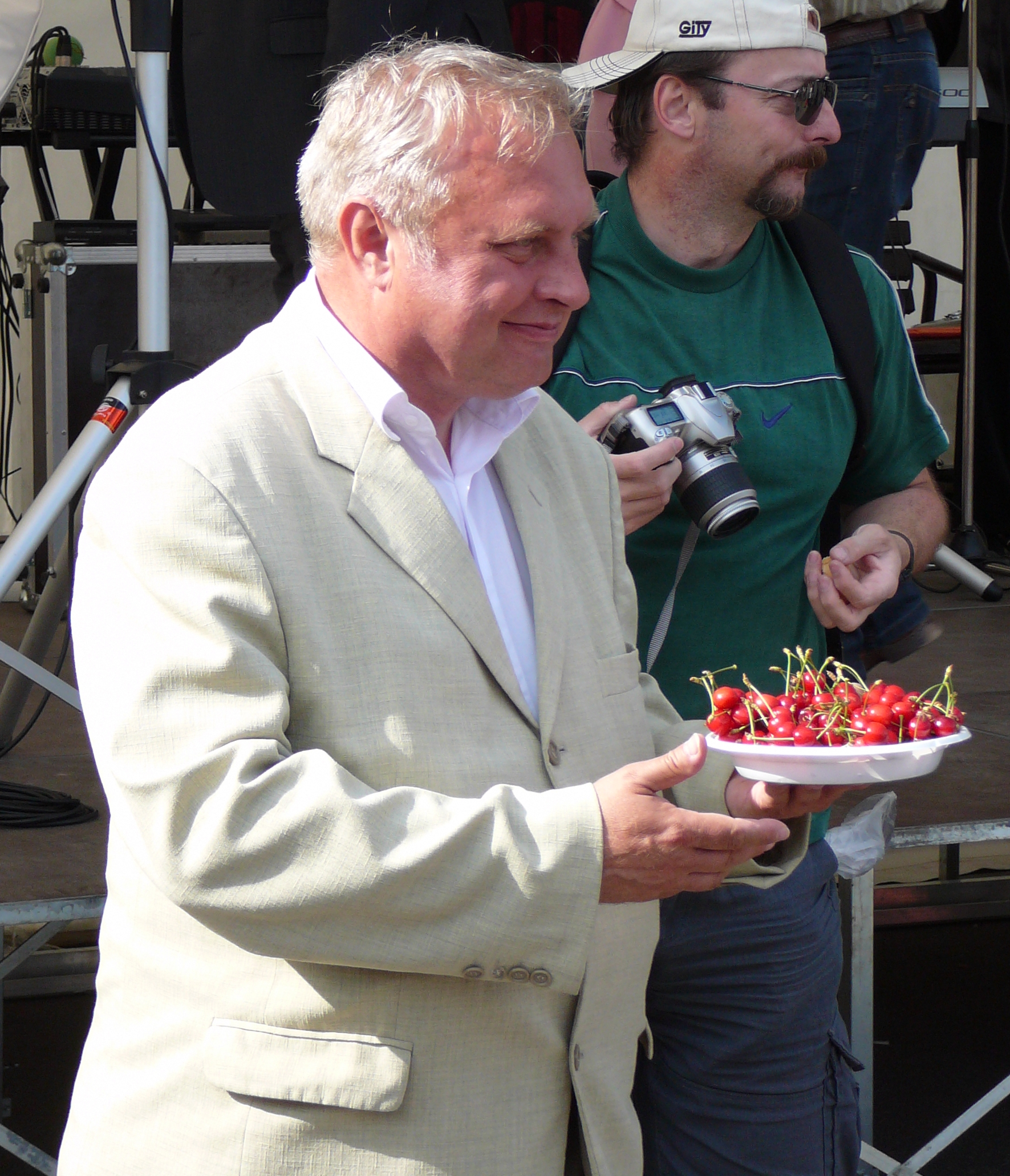
Miloslav Ransdorf během kampaně voleb do Evropského parlamentu 2009

1. července 1999 Grebeníček zkritizoval ČSSD za to, že zrazuje svůj program a jedná pravicově. Miloslav Ransdorf charakterizoval počínání vlády ČSSD leninistickým termínem „krok vpřed, dva kroky vzad“.
Podle červencového (1999) průzkumu STEM by pro KSČM hlasovalo 17,8 % voličů, čímž by se strana stala po ODS druhou nejsilnější stranou v parlamentu. Jan Ruml (US) to považoval za selhání sociálnědemokratické politiky. Chtěl se pokusit rozbít opoziční smlouvu a vytvořit vládu společně se středopravicovými stranami. Červencový vzrůst podpory KSČM zaznamenal i průzkum IVVM, podle kterého by KSČM získala 17 % a skončila by na třetím místě. Podle Miloše Zemana mohla za výrazný vzestup špatná ekonomická situace v zemi. Komunistická strana Čech a Moravy se tak stala ve výzkumu STEM poprvé od roku 1992 v preferenčních výzkumech druhou nejpopulárnější v České republice. Třetí pozici těsně za ČSSD potvrdil i průzkum agentury Sofres-Factum.
Podle výzkumu IVVM ze srpna 1999 nevěřilo bankám dvě třetiny příznivců KSČM.
Podle průzkumu Sofres-Factum z konce července (1999) by KSČM volilo 20,4 % voličů, čímž by se stala druhou nejsilnější stranou po ODS. (Rakouská agentura APA v tu dobu vytkla ČR, jako kandidátní zemi do EU, pomalé přejímání legislativy, špatné fungování státní správy, korupci a v neposlední řadě také hospodářské problémy.)
V srpnu by se podle průzkumu Sofres-Factum KSČM stala též druhou nejsilnější stranou v poslanecké sněmovně.
V doplňovacích senátních volbách roku 1999 kandidát KSČM Stanislav Fischer, někdejší kandidát na prezidenta, obdržel necelých 5,5 %. Výsledek přijal kladně, jelikož dle svých slov se alespoň voliči obrací od podpory ODS, když zvolili již v prvním kole nezávislého kandidáta Václava Fischera. Podle průzkumu STEM voličům KSČM nejvíce vadil způsob volební kampaně. Václav Klaus v inzerátu ODS nařknul Václava Fischera za to, že přijal podporu komunistů. Ten to tvrdě odmítl.
Na začátku září 1999 měla KSČM mítink na Kunětické hoře. Kromě prodeje potravin bylo možné si koupit pěticípé hvězdy, kompaktní disk s revolučními písněmi a časopisy Naše Pravda, Mladá Pravda a Severočeská Pravda se stanovami Společnosti česko-kubánského přátelství a Die Rote Fahne, ústředního orgánu Komunistické strany Německa. Přítomna byla i výstava fotografií „Jugoslávie varuje…“. Nad pódiem byla vystavěna hesla „Za občanskou sociální spravedlnost“ a „Socialismus šance pro budoucnost“. Moderátorka setkání prohlásila: „Za deset let je zničeno vše, co bývalo chloubou a zárukou soběstačnosti našeho státu!“. Mítinku se účastnil i předseda strany Miroslav Grebeníček a jeho kolegové. Grebeníček kritizoval ČSSD, že jejich vláda může za horší podmínky pro slušný život. Publikum reagovalo: „Pryč s nimi! Hanba jim!“ Dále pokračoval, že se sociální demokracie dopustila neuvěřitelně sprostého podvodu na občanech ČR. Mimo navážení se do sociálnědemokratické vlády svolal „Severoatlantický pakt je zločinecká organizace!“, přičemž obdržel silný aplaus. Dále ujišťoval, že je KSČM silná a nezlomná a neměla v posledních deseti letech nic společného s vládami „neprosperity“. Vyjádřil názor, že hlavní myšlenkou komunismu nebyly jen gulagy a politické procesy, ale především sociální spravedlnost a demokracie pro všechny, nejen pro bohaté. Po něm dostal řeč mj. i první rada jugoslávského velvyslanectví, který děkoval za pomoc srbskému lidu, stiženému barbarskou agresí NATO. Politická část schůze skončila Internacionálou z reproduktorů.
V září 1999 by podle průzkumu STEM volilo KSČM 20,5 % voličů, čímž by se strana stala po ODS s 20,9 % druhou nejsilnější stranou v poslanecké sněmovně. Druhé místo potvrdil i výzkum Sofres-Factum z přelomu srpna a září roku 1999. Účinně čelit sílícímu vlivu komunistů byl jeden ze smyslů dohody Čtyřkoalice, podepsané v září 1999.
KSČM již v té době kritizovala právo prezidenta udílet milosti a zastavovat trestní stíhání.
Stanislav Gross v rozhovoru pro iDNES v září 1999 vzpomínal, že ČSSD v roce 1990 žádala zákaz KSČM. Osobně doufal, že preference KSČM budou při srovnání se skutečným volebním výsledkem podstatně nižší.
2. října 1999 Miroslav Grebeníček řekl, že za situace, kdy s KSČM nikdo nechce do vlády, je potřeba získat většinu národa ve volbách. Lidé prý spatřují v KSČM určitou naději. KSČM zase spatřovala „strašáka“ ve Václavu Klausovi, který byl podle nich viníkem za tehdejší neutěšenou ekonomickou situaci.
Podle Petra Hlásenského měla tehdy KSČM podporu u lidí nad 50 let.
12. října zveřejnil Václav Klaus úmysl ODS vytvořit novou vládu třemi různými možnostmi, aby se zabránilo rostoucímu vlivu KSČM, aniž by došlo k předčasným volbám. V říjnu podle průzkumu STEM uvedlo 50 % lidí, že byl socialismus stejný jako současný systém. V říjnu 1999 se preference KSČM pohybovaly mezi 17 až 20 %. Podle říjnových preferencí IVVM by komunisté získali 23 % hlasů, čímž by se stali nejoblíbenější stranou. 23. října předseda US Jan Ruml řekl, že chce pokračovat v dialogu s demokratickými stranami. Unie Svobody do té doby uvažovala pouze o koalici ODS a ČSSD nebo předčasných volbách.
25. října Miloslav Ransdorf v rozhovoru iDNES tvrdil, že se KSČM již omluvila slušným lidem za zločiny KSČ, byť to není potřeba, protože se to stalo dávno. Současní komunisté prý stalinismus překonali na rozdíl od křesťanů s inkvizicí, křížovými výpravami apod. Únor 1948 opakovat nechtěl, protože bylo chladno. Politické procesy z 50. let, které neobhajoval, by se dle něj daly ve výsledku srovnat se zločiny v Řecku po občanské válce. Dále řekl, že KSČM stojí proti politickému monopolu, je marxisticky orientovaná a od roku 1992 proevropská. Na rozdíl od Jugoslávie se KSČM se nepostavila pro bránění mezinárodního práva v Čečensku, protože se podle Ransdorfa islámské právo nesrovnává s vládou občanského principu. KSČM podle něj není nacionalistickou stranou, ale odmítá globalizaci.
26. října navrhlo v novele trestního zákona pět poslanců z ODS, ČSSD a US důraznější postup státních orgánů při stíhání projevů fašismu i komunistické ideologie. Důvodová zpráva uvádí, že se současná Komunistická strana Čech a Moravy od třídní teorie doposud zřetelně nedistancovala.
Organizátoři výročí listopadové revoluce uvedli, že totalitní režim připomene i „Rudý koutek“, kde šlo najít například Leninovy spisy, obrazy komunistických pohlavárů, rudé vlaječky a další relikvie. Cílem koutku nebylo podle organizátorů zvýšit preference KSČM, ale připomenout tehdejší režim.
Snahou Čtyřkoalice, která přistoupila k dalšímu vyjednávání o vytvoření nové vlády, byla podle poslankyně KSČM spíše vlastní zviditelnění než skutečná snaha po svržení této vlády a nastolení vlády jiné.

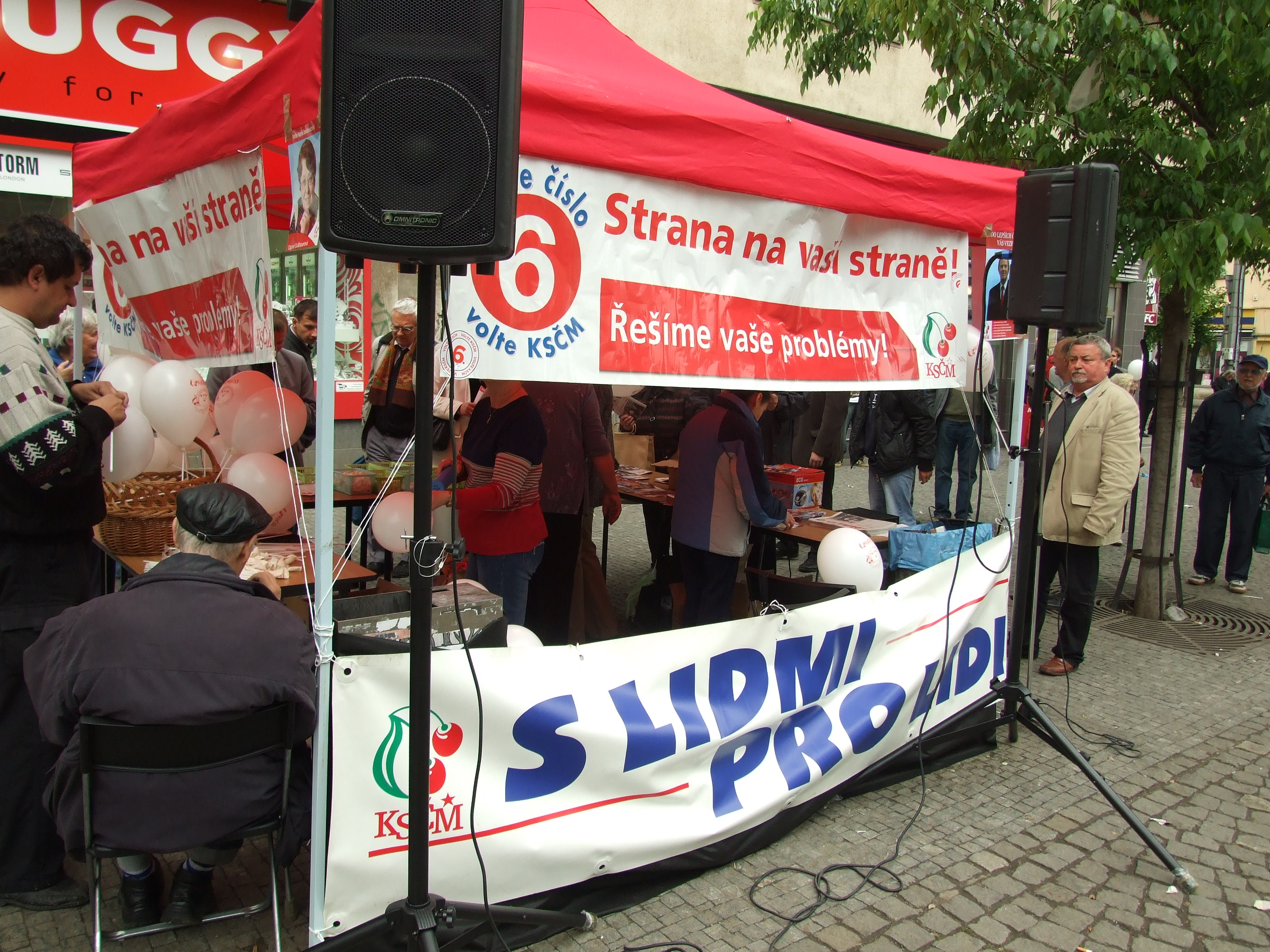
Předvolební mítink strany před volbami 2010 v Praze na Smíchově

Rostislav Caletka zhodnotil odpovědi Miroslava Ransdorfa v rozhovoru iDNES rčením „vlk se nažral a koza zůstala celá“. Randsdorf podle něj odpovídal na otázky bez jasného jasného vysvětlení zadaných otázek a šlo mu především o svojí osobní prestiž a výhody pro KSČM.
František Kroupa v souvislosti se senátním schválením vlastního návrhu zákona na zřízení Památníku doby nesvobody 1939–1989, řekl že byl komunismus po nacismu nové otroctví.
Podle průzkumu z listopadu 1999 od agentury Sofres-Factum považuje 32 % lidí Sametovou revoluci za špatnou událost. 58 procent voličů KSČM si myslí, že byla Sametová revoluce špatně.
30 % společnosti si myslí, že se po listopadu měla udělat tlustá čára za minulostí komunistických zločinů. 18 % lidí by chtělo žít v minulém režimu a 27 % neví, 55 % v současném.
17. listopadu při 10. výročí Sametové revoluce rozvinuli komunisté transparent s nápisem Pryč s kapitalismem a jeho státem. Podle projevu Václava Havla při výročí 17. listopadu znamenal pád komunismu osvobození milionů utlačených a ponížených lidských bytostí.
Podle průzkumu STEM by KSČM vyhrála volby se 23 %.
Jan Ruml 1. prosince oznámil, že rezignuje na funkci předsedy Unie svobody kvůli současné politické situaci. Předseda KSČM k tomu řekl: „Pokud to myslí tentokrát vážně, tak asi přece jen někde uvnitř má něco, co mu velí, že bude muset veřejně přiznat zodpovědnost za to, co se tady za posledních deset let odehrálo“.
2. prosince se pro novelu zákona, stanovující že zločiny komunismu nebudou promlčeny, vyslovilo 137 ze 179 přítomných poslanců.
V prosinci se ani před sjezdem nezměnil názor KSČM, že by se mělo NATO transformovat nebo opustit a mezitím pozastavit zapojení České republiky do vojensko-politických aktivit této aliance. 54 % lidí souhlasí, aby se KSČM reformovala na moderní stranu, 28 % soudí, že by měla být postavena mimo zákon a až 57 % lidí nesouhlasí s tvrzení, že se stranu zastává poctivě pracujících lidí. 50 % lidí si nemyslí, že by za vlády KSČM poklesla nezaměstnanost, 58 % lidí nesouhlasí že by vláda KSČM oživila ekonomiku, 54 % nesouhlasí, že by se dalo snáz získat byty, 45 % lidí se domnívá, že by se nevyplatilo poctivě pracovat a 36 % lidí si myslí, že by se znárodňoval majetek. Podle 315 dotázaných dělníků si 43 % myslí, že by KSČM neměla vládnout, 57 % že se nezastává poctivě pracujících lidí, 50 % že by za vlády KSČM neklesla nezaměstnanost a 46 % nesouhlasí, že by se v případě takové vlády víc vyplatilo poctivě pracovat. Celkem by se situace v případě vítězství KSČM zlepšila pro 18 % lidí.
Na V. sjezdu KSČM byl zvolen předsedou Miroslav Grebeníček a poprvé se zvýšil počet místopředsedů z dosavadních čtyř na pět. Sjezdu se zúčastnil i Miloš Jakeš, Jiřina Švorcová nebo čínský velvyslanec. Několik set občanů Žďáru nad Sázavou protestovalo proti sjezdu. Moderátor protikomunistické demonstrace uvedl: „Komunismus rozpoutal válku proti vlastnímu lidu a v padesátých letech popravil více než 200 lidí“. Na nápisech demonstrujících bylo napsáno např. „Pohrobci Stalina, nedělejte nám zde ostudu a táhněte na Kubu, Zrůdy rudý, Zdravíme starý bolševiky, Zločiny komunismu nesmí být zapomenuty nebo Mítink proti skleróze“.
V prosinci se iniciativa Děkujeme, odejděte! se výrazně distancovala od KSČM, když jí označila za nedemokratickou politickou stranu, která těží z neúspěšné politické situace. Již ve výzvě ze 17. listopadu 1999 uvedli, že udělají vše pro to, aby se občané ČR nevydali cestou ke komunismu.
10. prosince se Václav Klaus pokusil vyzvat předsedu ČSSD k jednání o většinové vládě otevřeným dopisem, kde ho vyzývá od opuštění myšlenky vytvořit vládu koalice ČSSD, KDU-ČSL a KSČM.
Podle průzkumu IVVM z prosince 1999 by KSČM dostala stejný počet hlasů jako ODS, čímž by byla jednou ze dvou nejsilnější stran v poslanecké sněmovně. Totožný výsledek KSČM a ODS předvídal i průzkum STEM též z prosince.
21. prosince vystoupil na demonstraci lidí, kteří nedostali více než dva měsíce mzdu, Miroslav Grebeníček, který nepřímo kritizoval odborového předáka Richarda Falbra za jeho „kolaboraci“ s vládami.

### Stagnace KSČM (2000)

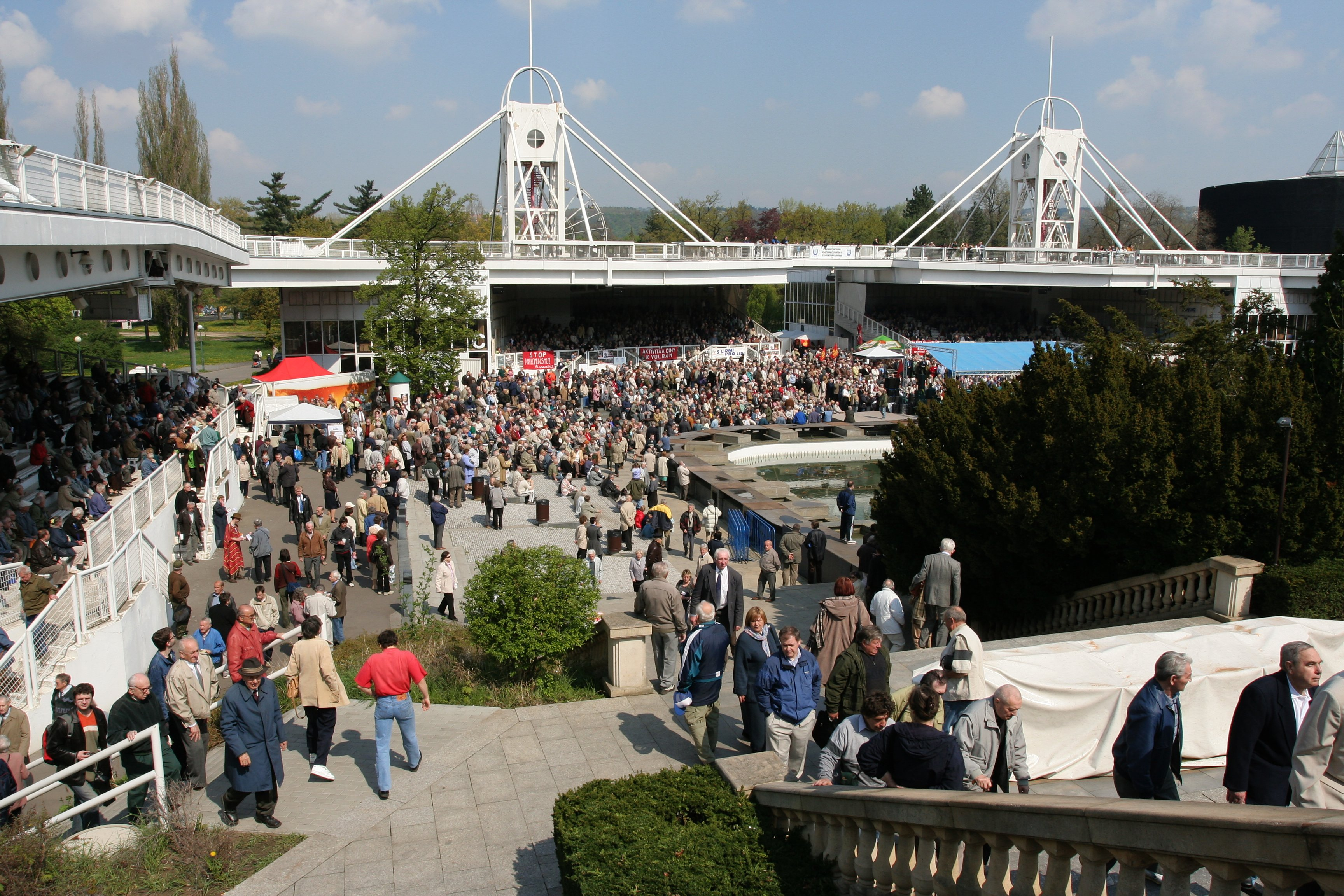
Stranický 1. máj 2006 na Výstavišti Praha

I když byly mnohdy preference KSČM vysoké, KSČM postupně začala klesat popularita a nebyla již od tohoto roku ve většině průzkumech uváděna za nejsilnější politickou stranu. 4. ledna se ODS vzdala snahy vytvořit tzv. superkoalici nekomunistických stran v poslanecké sněmovně. Podle průzkumu Sofres-Factum a STEM z ledna 2000 by byla KSČM ve volbách na druhém místě. 24. ledna 2000 v rozhovoru pro MF DNES Vladimír Špidla řekl, že je nespolupracování s KSČM správná věc. 26. ledna hlasovali komunisté proti zákonu o státním rozpočtu, který předem silně kritizovali. Na začátku února jeden zástupce KSČM podpořil senátní návrh, který by posílil některé pravomoci Senátu a zrovnoprávnil obě parlamentní komory. Podle průzkumu IVVM by KSČM získala 20,5 % hlasů. V poslední době získala neobvyklou podporu dělníků. Podle únorového průzkumu voliči KSČM nedůvěřují armádě a chtějí zavést trest smrti. KSČM by byla v únoru po ODS nejsilnější stranou. V únoru byla KSČM ohledně zákazu dodávek pro Írán skeptická. 25. února se před pražské sídlo KSČM sešli stoupenci krajně pravicové Národní aliance, policie však nařídila jejich demonstraci proti KSČM v klidu rozpustit, což se i stalo. Národní aliance byla po několika dnech zrušena, do poslední chvíle však působila antikomunisticky.
5. dubna obdržela KSČM od postarších manželů z Otrokovic osm set tisíc Kč, které zdědili. 6. dubna Vojtěch Filip skončil na třetím místě v počtu hlasů na funkci místopředsedy Poslanecké sněmovny. S dvaadvaceti denní stávkou horníků, která skončila 21. dubna, v dole Kohinoor v Mariánských Radčicích na Mostecku souhlasilo podle průzkumu 67 % příznivců KSČM. KSČM se v dubnu podílela na návrhu zákona, který by dvojicím stejného pohlaví umožnil uzavřít před notářem smlouvu, která by jim zaručovala většinu práv podobným právům manželů s výjimkou nároku na osvojení či adopci dětí. 1. května předseda KSČM Miroslav Grebeníček na pražské Letenské pláni vyzval Václava Havla, aby odmítl vstup České republiky do stávající Evropské unie a aby abdikoval. Dále dodal, že nastal čas pro vítězství komunistické strany ve volbách, a vyslovil se pro akce občanské neposlušnosti. Příchozí mohli mimo jiné ve stáncích dostat občerstvení včetně moravské slivovice či propagační tiskoviny včetně Černé knihy kapitalismu, která má být protiváhou Černé knize komunismu. Nechyběl ani zpěvák řeckého původu Statis Prusalis, obdivovatel budovatele Sovětského svazu Josifa Vissarionoviče Stalina, a česká herečka Jiřina Švorcová. Podle průzkumu zveřejněného 2. května by byla KSČM se 21,9 % po ODS a Čtyřkoalici nejpopulárnějším politickým subjektem. 17. května hlasovala KSČM proti reformě soudnictví. 19. května se poslanci KSČM postavili proti škrtnutí 29. srpna jako významného dne (Slovenské národní povstání). Podle Martina Komárka je srp a kladivo stejný symbol jako hákový kříž. 22. května Vojtěch Filip prohlásil, že je možné navýšit rychlost na dálnicích. V květnu přijalo novelizovaný zákoník práce 69 procent příznivců KSČM. V roce 1998 měla KSČM díky své masivní členské základně 23 % příjmů.
Jiří Pehe tvrdí, že zakrnělost politických stran je velkou překážkou k dalšímu rozvoji demokracie. 26. května Vojtěch Filip varoval, že podle nového volebního zákona by mohlo dojít k faktické diktatuře dvou politických stran (narážka na ČSSD a ODS). Podle květnového průzkumu je 50 % příznivců KSČM rozhodně připraveno jít ke krajským volbám, což je víc než u ČSSD nebo ODS. V některých krajích se očekává drtivé vítězství KSČM. V červnu byla KSČM připravena hlasovat proti novému volebnímu zákonu, zvýhodňující populárnější politické subjekty. V červnu belgický list La Libre Belgique naznačil možné spojení ODS s KSČM po parlamentních volbách v roce 2002. Podle průzkumu IVVM byl předseda KSČM Miroslav Grebeníček nedůvěryhodný pro 61 % lidí. Podle průzkumu STEM by KSČM získala 18,5 % a stala by se tak po ODS druhou nejpopulárnější stranou. 30 % společnosti hodnotí současný režim za horší a 20 % za stejný. 64 % lidí ve stejném průzkumu uvedlo, že bylo v předlistopadovém režimu lepší sociální zabezpečení. Možnost dovolat se práva je podle 60 procent lidí pořád stejná, podle 49 procent občanů se nezměnila ani možnost ovlivňovat politické dění. Nejméně spokojeni s vývojem republiky jsou voliči a sympatizanti KSČM. Když vedení ODS označilo prodej Investiční a poštovní banky do rukou ČSOB za bankovní zločin za bílého dne, poslankyně KSČM Zuzka Rujbrová se lapidárně vyjádřila slovy: „Zloděj křičí: chyťte zloděje“. V červnu Miroslav Grebeníček marně protestoval proti vypuštění 29. srpna jako významného dne, odkazující na Slovenské národní povstání. V červenci by KSČM získala 17 % a skončila by na 3. místě. 26. července 2000 bylo zahájeno poprvé od Sametové revoluce stíhání proti osobě propagující komunismus.
Vyšetřovatelé v Šumperku obvinili z propagace hnutí směřujícího k potlačení práv a svobod občanů Davida Pěchu, který ve svém samizdatovém časopise Pochodeň a na internetu vyzýval k návratu starých pořádků, k diktatuře proletariátu, znárodnění a revoluci – a pokud to bude nutné, i za pomoci ozbrojeného boje. Komunisté tvrdí, že Pěchovy pohnutky chápou. Podle srpnového průzkumu IVVM podporují armádu nejméně voliči KSČM. Profesionalizaci armády nejméně podporují voliči KSČM. KSČM by získala podle průzkumu Sofres-factum pouze 14,6 %.

### Počet členů
Členská základna KSČM byla v letech 1990 až 2023 největší ze všech politických stran a hnutí. V roce 2023 předstihla KSČM s počtem členů KDU-ČSL. Na konci roku 2023 měla KDU-ČSL 19 174 členů, zatímco KSČM 18 307 členů.
| Rok           | Počet členů |
| ------------- | ----------- |
| 1989 (KSČ)    | 1 701 085   |
| 1990          | 756 120     |
| 1991          |             |
| 1992          | 354 549     |
| 1993          | 317 104     |
| 1994          |             |
| 1995          | 196 224     |
| 1996          |             |
| 1997          | 154 923     |
| 1998          | 142 490     |
| 1999          | 136 516     |
| 2000          | 120 673     |
| 2001          | 113 000     |
| 2002          |             |
| 2003          | 100 781     |
| 2004          | 94 396      |
| 2005          | 88 081      |
| 2006          | 82 894      |
| 2007          | 77 115      |
| 2008          | 71 823      |
| 2009          | 66 627      |
| 2010          | 61 990      |
| 2011          | 56 763      |
| 2012          | 53 479      |
| 2013          | 50 353      |
| 2014          | 46 845      |
| 2015          | 42 994      |
| 2016          | 39 956      |
| 2017          | 37 402      |
| 2018          | 34 622      |
| 2019          | 31 564      |
| 2020          | 28 715      |
| 2021          | 26 215      |
| 2022          | 25 000      |
| prosinec 2022 | 20 450      |
| 2023          | 18 307      |
| 2024          | 16 000      |

## Současnost

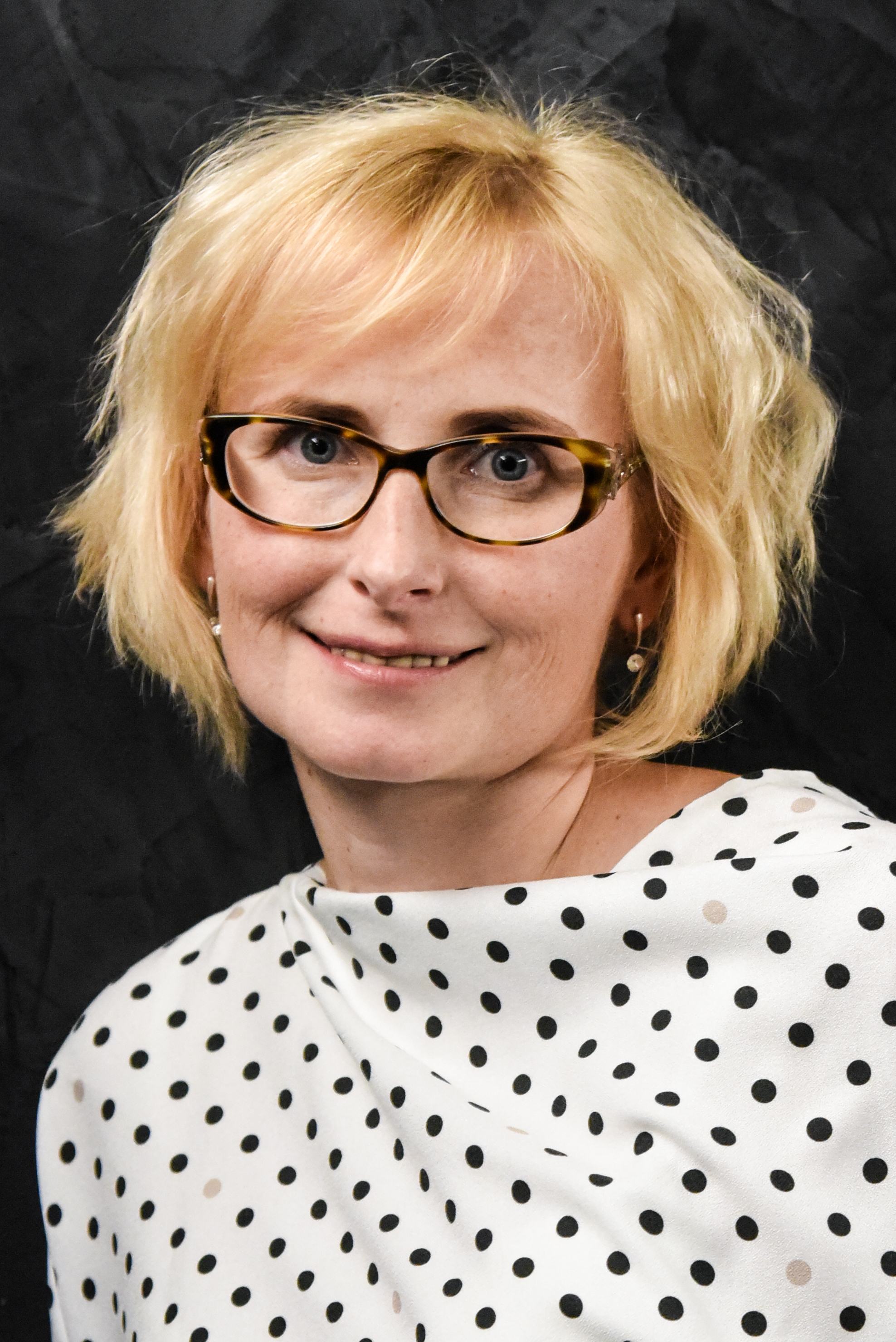
Kateřina Konečná, současná předsedkyně KSČM

Na konci roku 2013 měla KSČM zhruba 51 000 členů. Jejich počet klesal v té době o zhruba 15 členů denně. Členskou základnu si strana dodnes přináší z doby před rokem 1989, průměrný věk členů byl 74 let v roce 2013 a průměrný věk voliče byl 60 let. Ve volbách do sněmovny v červnu 2002 získala KSČM 18,5 % hlasů (882 653 hlasů; 41 mandátů). Ve volbách do Evropského parlamentu v červnu 2004 byla druhá se ziskem 20,3 % a 6 z 24 poslaneckých křesel (za vítěznou ODS); ve volbách do Poslanecké sněmovny roku 2010 získala 11,27 % (589 765 hlasů; 26 mandátů). Výrazně uspěla ve volbách do krajských zastupitelstev v roce 2012 v celkovém pořadí stran jako druhá za ČSSD se 20,43 % a ziskem 182 mandátů, kdy zvítězila v Ústeckém a Karlovarském kraji.
Podle své sebeprezentace se KSČM nejdůsledněji zastává zájmů sociálně slabých a v duchu tradičních levicových principů se snaží o co největší míru přerozdělování. Kritici však upozorňují, že životní úroveň se od roku 1989 výrazně zvýšila. Strana má stabilní voličskou i členskou základnu přes to, že se strana stále nezbavila stigmatizujícího spojení s totalitním režimem.
Během let 2002–2006 byla v opozici vůči sociálně demokratickým vládám a roku 2003 poslanci KSČM hlasovali pro kandidáta na prezidenta za ODS, Václava Klause; prvek separace byl ale v letech 2005–2006 poněkud oslaben vzájemným sbližováním opoziční KSČM a vládní ČSSD na parlamentní úrovni. Tato spolupráce způsobila rozpory i ve vlastní straně a podle některých komentátorů přispěla i k volebnímu propadu ve sněmovních volbách v roce 2006, kdy značná část voličů KSČM přešla k ČSSD. Ve volebních výsledcích do sněmovny ve dnech 8. – 9. října 2021 získala KSČM pouze 3,6 procenta, a neobhájila ani jeden mandát. Na výsledky voleb reagoval předseda strany Vojtěch Filip rezignací. Vedením byl, do říjnového mimořádného sjezdu strany, pověřen místopředseda Petr Šimůnek. Od 23. října 2021 je předsedkyní strany Kateřina Konečná, jež se stala první ženou ve vedení KSČM.
V prezidentských volbách v roce 2023 strana podporovala kandidáta hnutí ANO Andreje Babiše.
Ve volbách do Evropského parlamentu v červnu 2024 strana kandidovala v rámci kandidátky Stačilo! Koalici tvořily kromě KSČM také SD-SN a ČSNS. Hlavním volebním programem bylo zachování suverenity ČR, nesouhlasný postoj k migrační politice Evropské unie, k migračnímu paktu a ke Green Dealu, ochrana svobody a soukromí občanů. Koalice byla 4. nejvolenější – obdržela 283 935 hlasů (9,6 %) a získala dva mandáty. Předsedkyně KSČM a lídryně koalice Stačilo! Kateřina Konečná získala 115 386 hlasů, stala se tak 4. nejkroužkovanější osobou v těchto volbách. Druhým zvoleným europoslancem byl právník v oblasti zdravotnictví Ondřej Dostál, který kandidoval za stranu SD-SN, získal 24 403 hlasů.

### Stranická struktura
Současné vedení bylo zvoleno na řádném XI. sjezdu KSČM, svolaném na sobotu 14. května 2022. Vedení strany se nazývá Ústřední výbor a sjezdy bývají jednou za 4 roky, s výjimkou mimořádných. Od roku 1990 se sešlo celkem 11 sjezdů.
- ustavující sjezd KSČM – březen 1990, Praha
- 1. sjezd KSČM – říjen 1990, Olomouc
- mimořádný sjezd – únor 1992, Nymburk
- 2. sjezd KSČM – prosinec 1992, Kladno
- 3. sjezd KSČM – červen 1993, Prostějov
- 4. sjezd KSČM – prosinec 1995, Liberec
- 5. sjezd KSČM – prosinec 1999, Žďár nad Sázavou
- 6. sjezd KSČM – květen 2004, České Budějovice
- 7. sjezd KSČM – květen 2008, Hradec Králové
- 8. sjezd KSČM – květen 2012, Liberec
- 9. sjezd KSČM – květen 2016, Praha
- 10. sjezd KSČM – duben 2018, Nymburk
- 11. sjezd KSČM – květen 2022, Brno

| předseda                         | 1. místopředseda            | místopředseda pro evropské záležitosti a občanský sektor | místopředsedkyně pro ekonomiku    |
| -------------------------------- | --------------------------- | -------------------------------------------------------- | --------------------------------- |
| Kateřina Konečná                 | Petr Šimůnek                | Milan Krajča                                             | Marie Pěnčíková                   |
| místopředseda pro odborné zázemí | předseda poslaneckého klubu | předseda Ústřední revizní komise                         | předseda Ústřední rozhodčí komise |
| Ludvík Šulda                     | —                           | Jiří Horák                                               | Vladimír Chaloupka                |

### Komunistický svaz mládeže
Oficiální orgánem pro práci s mládeží KSČM je Komise mládeže ÚV KSČM, jejíž vedení převzal po poslankyni za KSČM Ing. Kateřině Konečné Zdeněk Milata. Neoficiální mládežnickou organizací byl také Komunistický svaz mládeže, který v té době vedl Milan Krajča a Zdeněk Štefek. Organizace však byla kvůli údajnému rozporu jejích stanovách s Ústavou ČR pravomocně ministerstvem vnitra v roce 2008 rozpuštěna. Po několikaletém soudním procesu však bylo Komunistickému svazu mládeže povoleno obnovit činnost.

### Členství v evropských politických strukturách
KSČM je pozorovatelkou ve Straně evropské levice, v minulosti byla členkou frakce Evropského parlamentu Levice v Evropském parlamentu – GUE/NGL
V říjnu 2013 se KSČM stala společně s třemi desítkami dalších evropských komunistických stran zakladatelem Iniciativy komunistických a dělnických stran pro studium a vyhodnocování evropských otázek a pro koordinaci aktivit, která ve svém zakládajícím prohlášení mimo jiné uvádí: „Domníváme se, že Evropská unie je nástrojem kapitálu. Prosazuje opatření ve prospěch monopolů a koncentrace a centralizace kapitálu. Posiluje se její charakter coby imperialistického ekonomického, politického a vojenského bloku, který je v rozporu se zájmy dělnické třídy a lidových vrstev. Analyzujeme Evropskou unii jako evropské imperialistické centrum, spojence USA a NATO, podporující jejich agresivní plány.“ Podle předsedy zahraničně-politické komise Ústředního výboru KSČM Milana Krajči se vznikem této iniciativy uskutečnil „důležitý krok směrem k dalšímu sjednocování komunistického hnutí v Evropě a zintenzivnění spolupráce evropských komunistických stran.“

## Ideologie

### Neokomunisté a eurokomunisté
Takzvané „liberální křídlo“ KSČM (názorově bližší České straně sociálně demokratické)[zdroj⁠?!] reprezentoval Miloslav Ransdorf či Jiří Dolejš.[zdroj⁠?!] Ideologií této frakce je neokomunismus, idea navrácení k původnímu komunismu, doplněného ideami eurokomunismu.[zdroj⁠?!] Neokomunisté se zasazovali o vstup ČR do Evropské unie a následně o přijetí KSČM do Strany evropské levice.
Naopak stalinistické křídlo (podporující Gottwaldův režim) reprezentují Marta Semelová nebo Josef Skála. Ke stalinistům bývají médii řazeni přes svou kritiku minulého režimu Miroslav Grebeníček a Stanislav Grospič.
Podle Karla Klimši KSČM v Straně evropské levice hledá: „Od zrodu nám jde o to, aby sjednocovala, a nikoliv dělila, aby nebyla sevřená a uzavřená do hranic EU, ale aby byla stranou evropské levice od Atlantiku po Ural bez jakýchkoliv selektivních přístupů a omezení. Že tomu tak není, dokládá prý i to, že na sjezdu chyběly (1. sjezd SEL v Aténách v roce 2005) některé silné, vlivné a akceschopné strany. Například Komunistická strana Portugalska, Řecka, Kypru, Ruské federace, Ukrajiny, a dalších zemí bývalých sovětských republik, ale také komunistické strany z Balkánu a Skandinávie. Naší snahou je, aby všechny tyto strany a proudy našly společnou řeč. Naplnění hlavního sloganu sjezdu Strany evropské levice, který zní ‚Můžeme Evropu změnit‘, vyžaduje společný aktivní postup všech levicových, protikapitalistických a sociálních subjektů […]. KSČM vnímá SEL jako jeden z možných a nadějných projektů posilování akční jednoty, jako užitečné fórum setkávání, výměny názorů, koordinace vzájemné spolupráce, solidarity a jednotného postupu proti ofenzivě neoliberalismu a globálního kapitálu, který sjednocen je“.

### Volební program
Program KSČM „vychází z marxistické teorie otevřené dialogu s mezinárodním komunistickým a levicovým hnutím, novým myšlenkám a poznatkům“.
Dlouhodobým programem strany je „Naděje pro ČR“. Podle něho „za základní příčinu stupňujících se problémů světa a společnosti považuje KSČM kapitalismus“. Ten chce vystřídat „novou, pokrokovější společensko-ekonomickou formací“.
Podle materiálů strany je programovým cílem KSČM socialismus, kterou definuje sama jako „demokratickou společnost svobodných, rovnoprávných občanů, společnost politicky a hospodářsky pluralitní, postavená na maximální občanské samosprávě, prosperující a sociálně spravedlivá, pečující o zachování a zlepšování životního prostředí, zabezpečující lidem důstojnou životní úroveň a prosazující bezpečnost a mír“.
V ekonomice prosazuje „klíčovou úlohu společenského vlastnictví“.
Strana na svém internetovém webu uvádí, že se neztotožňuje se stalinismem a dalšími nedemokratickými praktikami. Uvádí, že "většina členů zásadně odmítla mocenskou svévoli předlistopadové byrokratické elity". Dále uvádí, že porážka a zhroucení socialismu nastalo důsledkem opuštění socialistických a komunistických hodnot, neschopnosti hledat vlastní cesty postupu a neumožnění všem občanům, aby se na tomto procesu podíleli. Strana odmítá praktiky omezující svobodu slova, lidské práva a demokracii.

## Kritika a protesty

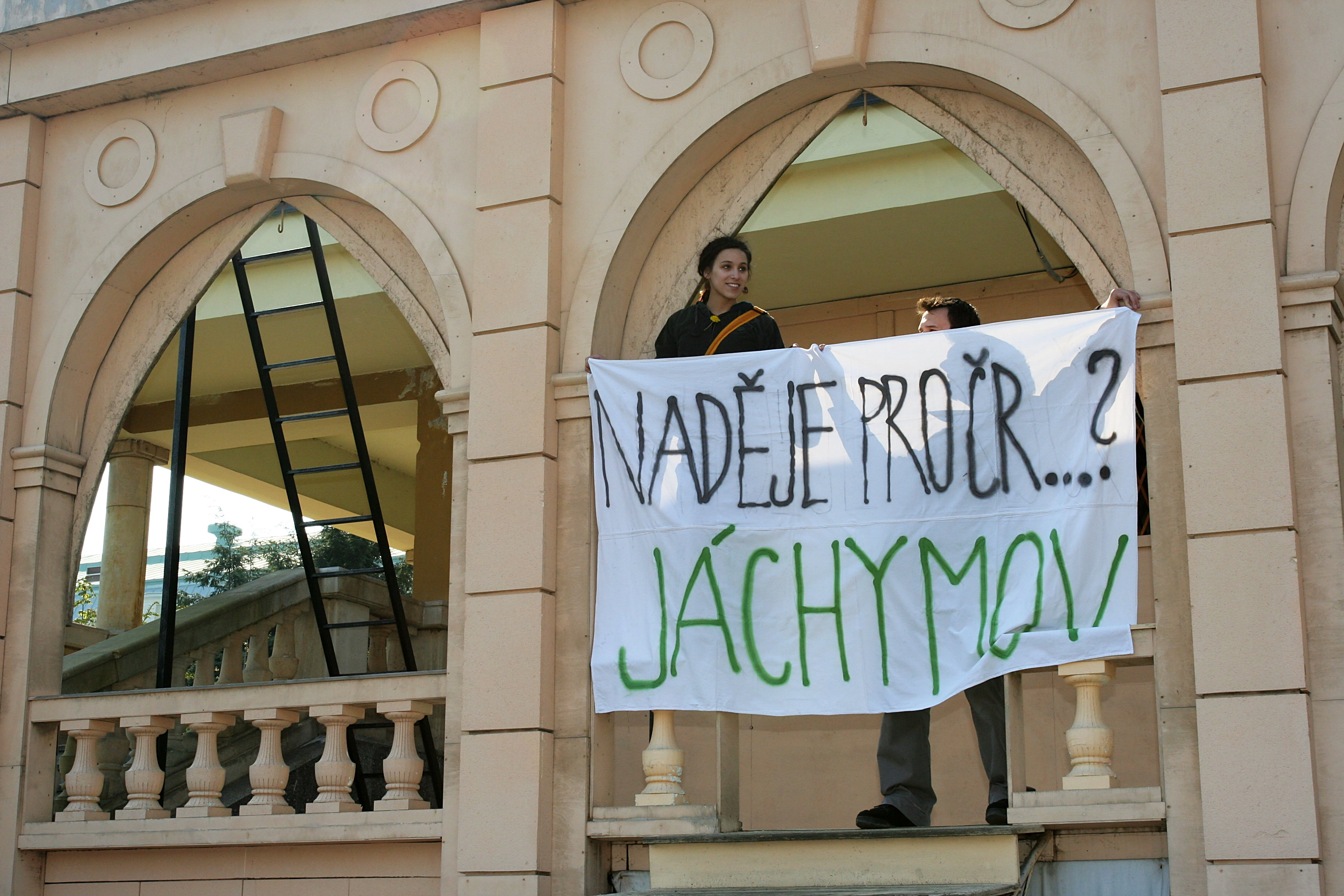
Odpůrci KSČM na jejím srazu 1. května 2006

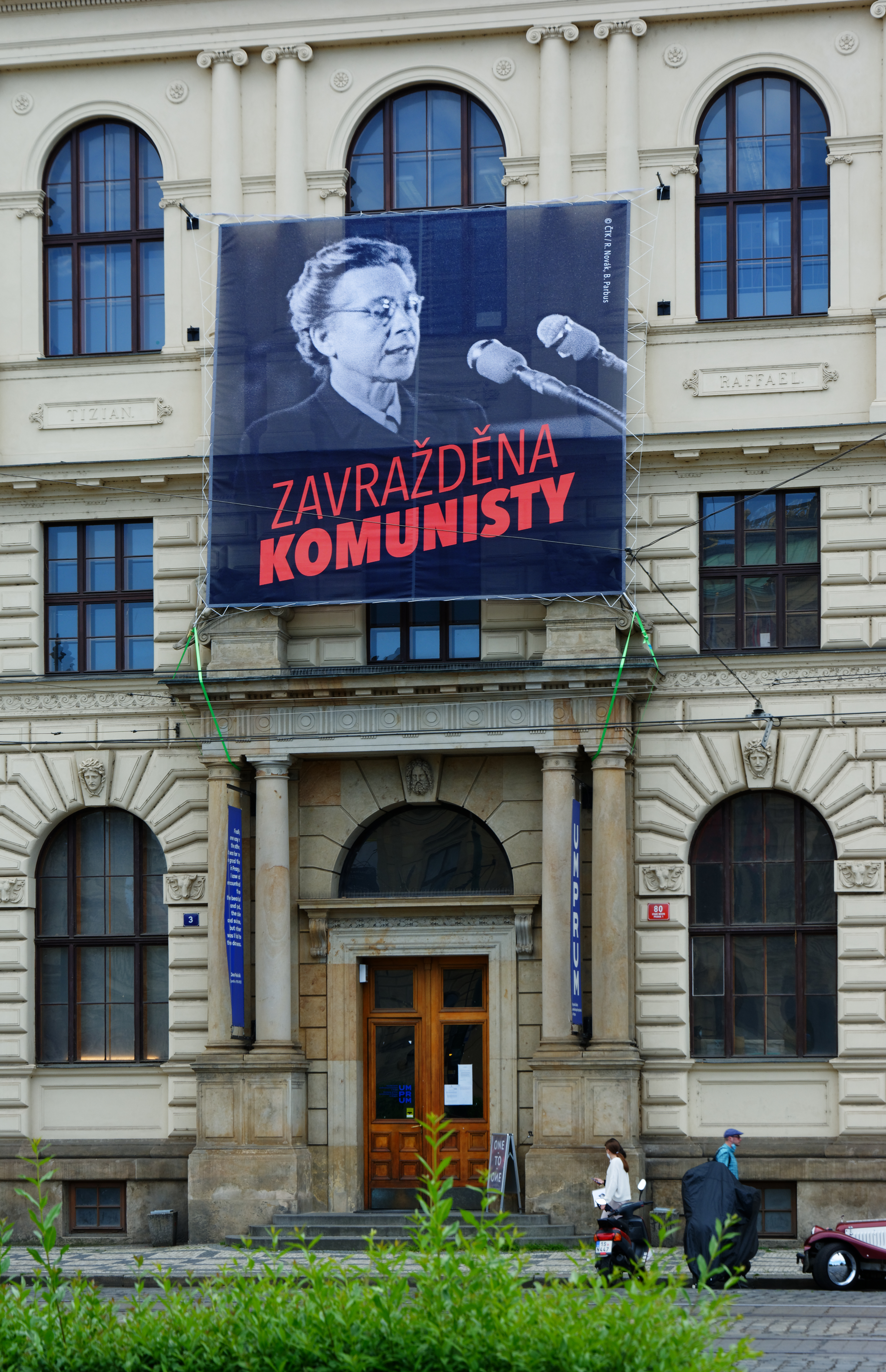
Milada Horáková, zavražděna komunisty. Připomenutí 70 let od popravy Milady Horákové v rámci vzpomínkové kampaně Milada 70 iniciované sdružením Dekomunizace. Praha, červen 2020.

KSČM je brána jako legální strana působící v rámci ústavního řádu; ostatní strany a političtí činitelé ji verbálně odsuzují, zároveň s ní ale často na různých úrovních jednají a spolupracují. Tato skutečnost je zdrojem časté kritiky zejména z pravicových pozic, významným kritikem KSČM je antikomunistický senátor Jaromír Štětina, který ale sám v 60. letech 20. století byl aktivním členem KSČ. Kritika strany je vedena také antikomunistickými organizacemi bez stranické orientace jako jsou Konfederace politických vězňů nebo Svaz PTP.
Předmětem kritiky je zejména polistopadová liknavost ve stíhání komunistických zločinů. Po sametové revoluci došlo jen k zabavení majetku strany. KSČM v současnosti zůstává jednou mnoha evropských stran, které se netransformovaly ve standardní levicovou stranu a zachovaly si komunismus v názvu (kromě KSČM působí v Evropě: Komunistická strana Polska, komunistická Dělnická strana Maďarska, italská Strana komunistické obnovy, Nová britská komunistická strana, Švédská strana komunistická a mnoho dalších) Některé z nich se podílejí nebo v nedávné době podílely na vládách, např. na Kypru, v Moldávii, Itálii a Ukrajině. Ponechání komunismu v názvu je jejími kritiky často označováno za pars pro toto jejího nedostatečného zavržení totalitní praxe KSČ; podobně zásadní symbolický význam však názvu přisuzuje i členská základna.
V posledních letech[kdy?] vznikají nenávistné projekty (např. akce „Trikem proti komunismu“, která pracuje i s motivy „nenech vládnout rudé svině“ a „zabij komunistu, posílíš mír“, na které se snaží upozornit na údajnou nebezpečnost komunistické ideologie a na krvavou minulost KSČ. Konají se i antikomunistické demonstrace, např. na 1. máje, často proti akcím KSČM (Jan Šinágl). Iniciativa Zrušme komunisty žádá o „zákaz propagace nacismu, komunismu a fašismu v názvech a programech politických stran“; byla vyhlášena řadou známých osob v únoru 2005 a na internetu získala více než 70 000 podpisů.

### Odstoupení tiskového mluvčího
Na přelomu let 2008/2009 vyvolala vlnu kritiky skutečnost, že mluvčím KSČM se stal Josef Tomáš přesto, že vedení KSČM vědělo o jeho odsouzení k podmíněnému trestu za hanobení národa, rasy a přesvědčení za antisemitismus.
Tomáš počátkem 90. let 20. století vydával a řídil extrémně pravicový a antisemitský Týdeník Politika.
Přestože se za něj postavil předseda KSČM Vojtěch Filip, Tomáš rezignoval na svou funkci 9. 1. 2009 a svůj krok odůvodnil negativní publicitou vůči němu a KSČM v souvislosti s jeho dřívějším odsouzením za hanobení národa a rasy. Sám Tomáš označení za antisemitu odmítl a celou současnou mediální kampaň proti němu označil za součást permanentně vedené kampaně proti KSČM.

### Úplatkářská aféra
V září 2009 byli místopředsedové KSČM Jiří Dolejš a Čeněk Milota tajně nahráni provokatérem deníku MF DNES, který se vydával za majitele sítě heren Jackpot. Oba byli údajně ochotni prosazovat změnu zákona o loteriích za úplatek ve výši jednoho milionu korun. Navíc navrhli případnému dárci peněz skrytí jeho identity tak, že by finance nebyly vykázány jako dar pro KSČM, ale jako inzerce v deníku Haló noviny. Následně Milota poslal redaktorovi vydávajícímu se za majitele herny návrh smlouvy na inzerci ve stranickém deníku.
Po zveřejnění kauzy Dolejš a Milota 29. září rezignovali na funkce místopředsedů KSČM. Dolejš i Milota korupci popírali a trvali na své nevině. Dolejš vydal prohlášení, ve kterém uvedl, že podal u Městského soudu v Praze žalobu na ochranu osobnosti a nabídl do rozhodnutí soudu pozastavení výkonu funkce místopředsedy KSČM, nakonec však rezignoval. Případ korupce vyšetřovala policie a ani jednoho z místopředsedů nakonec z korupce neobvinila.

### Kondolence KSČM k úmrtí Kim Čong-ila
V prosinci 2011 zemřel na mrtvici vůdce Severní Koreje Kim Čong-il, který byl obviňován ze soustavného porušování lidských a občanských práv.
KSČM reagovala slovy svého předsedy Vojtěcha Filipa na úmrtí Kim Čong-ila kondolencí, ve které vyjádřila uznání, že se snažil o blaho Korejců. Ke kondolenci se aktivně připojily i některé samotné stranické buňky KSČM na svých webových stránkách. Stranicky profilovaný deník Haló noviny pak referoval o „zármutku Severokorejců“ a vřelých kondolencích Ruska a Číny.
Část politické scény požadovala prošetření, zda kondolence neporušila zákon, když vyjadřovala sympatie k hnutí založenému na potlačování lidských práv a svobod. Někteří politici naopak nebyli pro podání trestního oznámení z důvodu strachu z nárůstu popularity KSČM.
Předseda KSČM Vojtěch Filip v pořadu Hydepark obhajoval poslání kondolence faktem, že za smrt Kim Čong-Ila drželo minutu ticha i OSN a kondolenci poslal např. i rakouský prezident.

## Volební výsledky

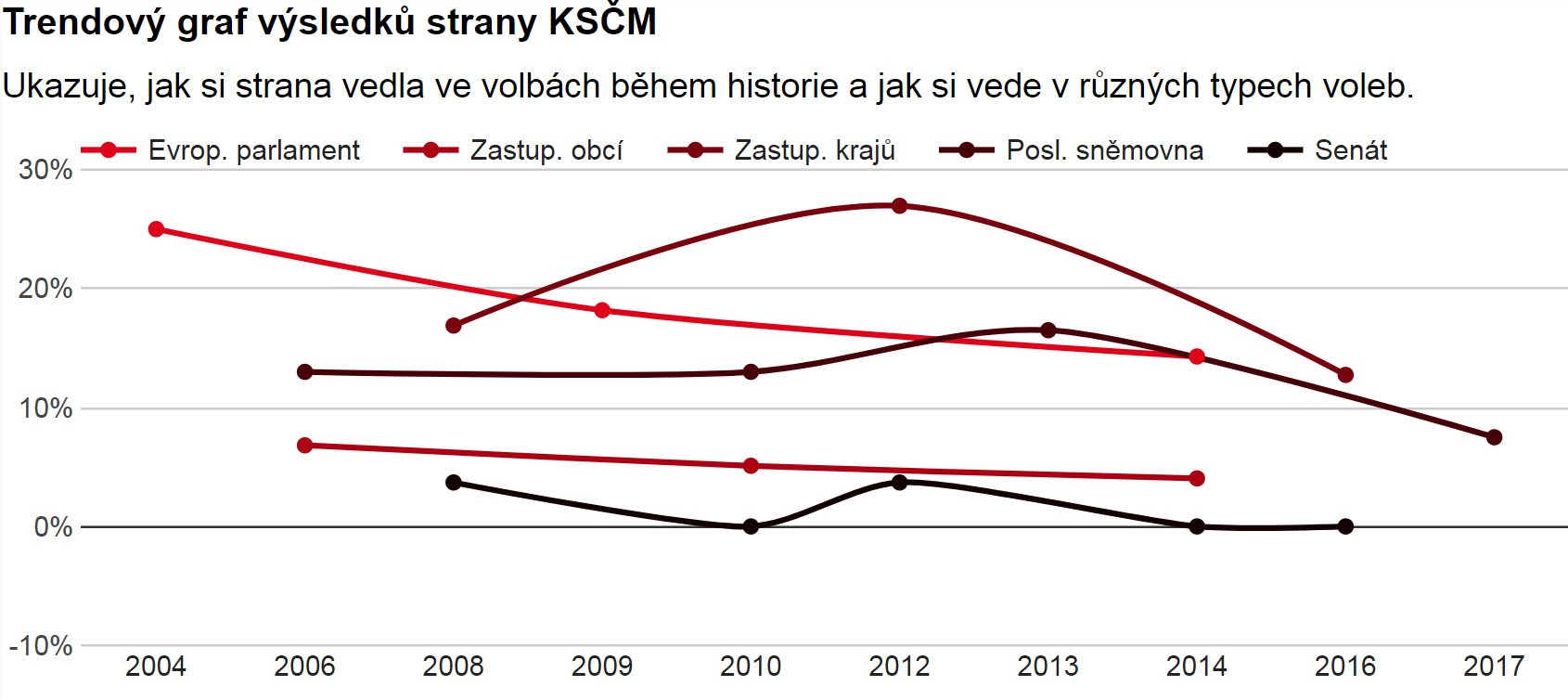
Volební výsledky KSČM - Trend

Výsledky Levého bloku ve volbách do České národní rady v roce 1992.

Výsledky KSČM ve volbách do Poslanecké sněmovny v roce 1996.

Výsledky KSČM ve volbách do Poslanecké sněmovny v roce 1998.

Výsledky KSČM ve volbách do Poslanecké sněmovny v roce 2002.

Výsledky KSČM ve volbách do Poslanecké sněmovny v roce 2006.

Výsledky KSČM ve volbách do Poslanecké sněmovny v roce 2010.

Výsledky KSČM ve volbách do Poslanecké sněmovny v roce 2013.

Výsledky KSČM ve volbách do Poslanecké sněmovny v roce 2017.

Výsledky KSČM ve volbách do Poslanecké sněmovny v roce 2021.

### Volby do Poslanecké sněmovny
| Volby | Počet hlasů | Hlasy v % | Počet mandátů | ±    | Pozice  |
| ----- | ----------- | --------- | ------------- | ---- | ------- |
| 1992  | 909 490     | 14,05     | 35/200        | ▲ 35 | Opozice |
| 1996  | 626 136     | 10,33     | 22/200        | ▼ 13 | Opozice |
| 1998  | 658 550     | 11,03     | 24/200        | ▲ 2  | Opozice |
| 2002  | 882 653     | 18,51     | 41/200        | ▲ 17 | Opozice |
| 2006  | 685 328     | 12,81     | 26/200        | ▼ 15 | Opozice |
| 2010  | 589 765     | 11,27     | 26/200        | ▬    | Opozice |
| 2013  | 741 044     | 14,91     | 33/200        | ▲ 7  | Opozice |
| 2017  | 393 100     | 7,76      | 15/200        | ▼ 18 | Podpora |
| 2017  | 393 100     | 7,76      | 15/200        | ▼ 18 | Opozice |
| 2021  | 193 817     | 3,60      | 0/200         | ▼ 15 | –       |

### Senátní volby
| Volby | Mandáty | V Senátu celkem |
| ----- | ------- | --------------- |
| 1996  | 2/81    | 2/81            |
| 1998  | 2/27    | 4/81            |
| 2000  | 0/27    | 3/81            |
| 2002  | 1/27    | 3/81            |
| 2004  | 2/27    | 2/81            |
| 2006  | 0/27    | 2/81            |
| 2007  | 1/2     | 3/81            |
| 2008  | 1/27    | 3/81            |
| 2010  | 0/27    | 2/81            |
| 2012  | 1/27    | 2/81            |
| 2014  | 0/27    | 1/81            |
| 2016  | 0/27    | 1/81            |
| 2018  | 0/27    | 0/81            |
| 2020  | 0/27    | 0/81            |
| 2022  | 0/27    | 0/81            |

### Komunální volby
| Volby | Hlasy v % | Počet mandátů |
| ----- | --------- | ------------- |
| 1994  | 13,59     | 5837/62160    |
| 1998  | 13,64     | 5750/62920    |
| 2002  | 14,48     | 5698/62494    |
| 2006  | 10,79     | 4268/62426    |
| 2010  | 9,56      | 3189/62178    |
| 2014  | 7,8       | 2564/62121    |
| 2018  | 4,8       | 1426/61950    |
| 2022  | 0,77      | 455/61780     |

### Krajské volby
| Volby | Počet hlasů | Hlasy v % | Počet mandátů |
| ----- | ----------- | --------- | ------------- |
| 2000  | 496 688     | 21,16     | 161/675       |
| 2004  | 416 807     | 19,68     | 157/675       |
| 2008  | 438 024     | 15,03     | 114/675       |
| 2012  | 538 953     | 20,43     | 182/675       |
| 2016  | 267 047     | 10,55     | 86/675        |
| 2020  | 131 770     | 4,75      | 13/675        |

### Volby do Evropského parlamentu
| Volby | Počet hlasů | Hlasy v % | Počet mandátů | Poznámka                                                                    |
| ----- | ----------- | --------- | ------------- | --------------------------------------------------------------------------- |
| 2004  | 472 862     | 20,26     | 6/24          |                                                                             |
| 2009  | 334 577     | 14,18     | 4/22          |                                                                             |
| 2014  | 166 478     | 10,98     | 3/21          |                                                                             |
| 2019  | 164 624     | 6,94      | 1/21          |                                                                             |
| 2024  | 283 935     | 9,56      | 1/21          | V rámci koalice Stačilo! (KSČM, SD-SN, ČSNS) druhý mandát získal člen SD-SN |

## Seznam předsedů ÚV KSČM
| Pořadí | Jméno               | Fotografie | Ve funkci od    | Ve funkci do    | Délka působení v úřadu |
| ------ | ------------------- | ---------- | --------------- | --------------- | ---------------------- |
| 1.     | Jiří Machalík       |            | 31. března 1990 | 13. října 1990  | 0 let a 196 dní        |
| 2.     | Jiří Svoboda        |            | 13. října 1990  | 25. června 1993 | 2 roky a 255 dní       |
| 3.     | Miroslav Grebeníček |            | 26. června 1993 | 1. října 2005   | 12 let a 97 dní        |
| 4.     | Vojtěch Filip       |            | 1. října 2005   | 9. října 2021   | 16 let a 8 dní         |
| 5.     | Kateřina Konečná    |            | 23. října 2021  | dosud           | 3 roky a 290 dní       |